# Лічильна міра
Лічильна міра в функціональному аналізі — це формальний еквівалент кількості елементів множини.

## Визначення
Нехай {\displaystyle (X,{\mathcal {F}})} — вимірний простір, такий що будь-яка точка {\displaystyle x\in X} є вимірною множиною, тобто {\displaystyle \{x\}\in {\mathcal {F}}}. Тоді міра {\displaystyle \mu }, визначена так: {\displaystyle \mu (A)=\vert A\vert } — кількість елементів в {\displaystyle A}, якщо {\displaystyle A} — скінченна множина, і {\displaystyle \infty }, якщо {\displaystyle A} нескінченна, називається лічильною мірою.

## Зауваження
- Очевидно, що лічильна міра скінченна, коли {\displaystyle \vert X\vert <\infty }, і нескінченна в іншому випадку.
- Якщо {\displaystyle X} — зліченна множина, то лічильна міра σ-скінченна.